# And Your Bird Can Sing
And Your Bird Can Sing låt av The Beatles skriven av Lennon/McCartney. Den gavs ut 1966 på albumen Yesterday... and Today och Revolver.
Rytmen är inspirerad av The Merseys hit Sorrow och spelades in under två tolvtimmarssessioner den 20 och 26 april. Låten finns med i musikspelet The Beatles: Rock Band som är ett musikspel i serien Rock Band.
1981 gjorde Gyllene Tider en cover av låten under namnet "Och jorden den är rund" som återfinns i en bonus-EP:n Swing & Sweet som följde med albumet Moderna Tider.